# Брянский (Ростовская область)
Брянский — хутор в Зимовниковском районе Ростовской области.
Входит в состав Камышевского сельского поселения.

## География
На хуторе имеется одна улица: Брянская.

## Население
| 2010 |
| ---- |
| 130  |